# Bingel (oefenplatform)
Bingel is een digitaal leerplatform van de Belgische educatieve uitgeverij Van In, bedoeld voor leerlingen en leerkrachten van het Vlaamse lager onderwijs. 
Bingel is zowel thuis als op school te gebruiken en is beschikbaar van het eerste tot en met het zesde leerjaar. De leerinhouden op bingel sluiten aan bij de verschillende educatieve methodes van de uitgeverij, maar kunnen ook bij andere methodes gebruikt worden.

## Opbouw
De leerlingen kunnen inloggen aan de hand van hun schoolcode, klasnaam en leerlingnummer met een paswoordbeveiliging. Deze gegevens worden van uit de school meegegeven.

De website toont voor elk leerjaar een apart zwevend bingeleiland met verschillende locaties, die verschillende leervakken voorstellen. Deze leervakken bevatten een groot aantal standaard oefeningen die door de leerlingen vrij kunnen gebruikt worden. De leerlingen beschikken in bingel ook over een persoonlijk startscherm waar ze oefeningen vinden die hun leerkracht voor hen geselecteerd heeft, bv. als digitale taak.
Oefeningen op bingel worden zowel thuis als op school zelf uitgevoerd. Het programma houdt ook bij hoeveel taken de leerlingen uitvoeren en wat de oefenresultaten zijn zodat de leerkracht een overzicht van hun vorderingen heeft. Het oefenplatform past ook een vorm van 'learning analytics' toe om de leerlingen oefeningen op maat aan te bieden: naargelang een aantal oefeningen foutief dan wel correct worden opgelost krijgt de leerling oefeningen van een eenvoudiger respectievelijk moeilijker niveau aangeboden.
Om de leerlingen extra te motiveren kan iedereen een eigen avatar creëren en verdienen ze "pingping" per elke afgehandelde taak. Dit virtuele geld kunnen ze dan op hun beurt gebruiken om minispelletjes op bingel te spelen. Bingel bevat ook een vervolgverhaal per leerjaar. Leerlingen kunnen met hun klas inspelen op het verloop van het verhaal door bijkomend te oefenen op het platform.

## Geschiedenis en cijfers
- In 2011: Bingel werd gelanceerd. Het begon in het atelier van VAN IN. Karel Overlaet en zijn team lanceerden van het allereerste adaptieve oefenplatform van Vlaanderen: Bingel. Vanaf dat moment konden leerkrachten snel en eenvoudig taken klaarzetten op maat van elke leerling, zodat die online kon oefenen met onmiddellijke feedback. Plus: voor het eerst kregen leerkrachten ook zelf meteen de resultaten en feedback te zien. In september 2011 bevatte bingel bijna 2000 oefeningenreeksen, in mei 2015 was dit uitgebreid tot 4000 oefeningenreeksen.  In het eerste volledige schooljaar (van september 2011 tot juli 2012) werden er meer dan 12 miljoen oefeningreeksen gemaakt, dit zijn bijna 100 miljoen afzonderlijke oefeningen. Het gebruik nam gestaag toe: in januari 2014 werd de kaap van 300 miljoen oefeningen gerond. Op 24 april 2018 maakte een leerling van een basisschool in Kasterlee de 1 miljardste oefening op bingel.[4]
- In 2012 werden mijn methodes gelanceerd. Dit was de voorloper van de huidige ‘Bingel voor leerkrachten’. Het platform bracht voor het eerst alle downloads van de VAN IN-methodes voor leerkrachten samen op één plaats.
- In 2013 werden de eerste differentatiemodules toegevoegd. In oktober 2013 werd de eerste differentiatiemodule geïntegreerd, met oefeningen voor remediëren én verrijken. Zo werd het voor leerkrachten eenvoudiger om hun lessen af te stemmen op de verschillende leerniveaus in hun klas
- In 2014 kreeg Bingel een nieuw jasje. In 2014 kreeg elk leerjaar zijn eigen bingel-eiland met een eigen look
- In 2016 werden de bordboeken toegevoegd. Naast de leermiddelen en differentiatiemodules werden in 2016 ook de bordboeken snel en eenvoudig toegankelijk gemaakt via Bingel.
- In 2017 kwam Bingel Raket. Hiermee konden leerlingen voor het eerst een pagina in hun werkschrift scannen om automatisch de bijbehorende bingel-oefeningen op hun niveau te zien. een app waarmee leerlingen een pagina uit hun werkschrift scannen om in de klas extra of remediërende oefeningen te kunnen maken op een tablet of Chromebook. De leerkracht volgt live de oefenresultaten van die leerlingen en kan ingrijpen waar nodig.[5]
- In 2023 werd de insluitende lezer van Microsoft geïntegreerd in de Bingel Raketapp. Via deze leesondersteuning kunnen leerlingen tijdens de les zelfstandig teksten lezen zonder de hulp van de leerkracht. Handig voor kinderen met een andere thuistaal of met specifieke leesproblemen.
- In 2023 lanceerde VAN IN ook een nieuw type oefeningen voor gepersonaliseerd leren in Bingel: de boemerangoefeningen. Met dit nieuwe oefentype oefenen leerlingen vooral op leerstof die ze nog niet onder de knie hebben. Zo krijgen ze meer gerichte oefenkansen en boeken ze meer leerwinst. Daarnaast komt ook de gekende leerstof nog aan bod, zodat de leerling deze ook blijft kennen. Deze manier van werken is gebaseerd op het Leitner-systeem en dus wetenschappelijk onderbouwd.
- Bingel is intussen erg populair: 8 op 10 basisscholen in Vlaanderen gebruiken het.[6] Ruim een kwart miljoen (280.000) leerlingen 'bingelen' actief.[7] In 2018 geven 6 op 10 basisschoolkinderen in het jaarlijks apenstaartjarenonderzoek spontaan aan dat ze regelmatig bingelen.[8][9] Op een gemiddelde schooldag worden er 65.000 oefeningenreeksen op bingel gemaakt, dat zijn zo'n half miljoen afzonderlijke oefeningen per dag. 1 op 3 leerkrachten zet taken klaar op bingel voor huiswerk, hoekenwerk of contractwerk.[10]

## Erkenning
- In december 2011 eindigde 'bingelen' op de tweede plaats in de categorie "jongerentaal" bij de verkiezing van het "Van Dale Woord van het jaar 2011"[11]
- In mei 2012 stond bingel in de top 10 van de favoriete websites van 9- tot 12-jarigen.[12]
- Bingel kreeg in december 2013 de prijs voor de beste Belgische site voor kinderen tussen 4 en 12 jaar oud en werd door Child Focus genomineerd voor de Europese prijs.[13] in de categorie 'professionals'.
- Uitgeverij Van In kreeg in april 2015 met bingel de 'International Educational Learning Resources Award' uitgereikt door de Publishers Association op de London Book Fair 2015.[14]
- Juni 2018 kreeg Uitgeverij Van In voor bingel de 'Comenius EduMedia-Medaille'.[15]